# 日新化工 (東京都)
日新化工株式会社（にっしんかこう）は、食品メーカー。

## 概要
1931年に東京都京橋区西銀座において発足した、大瀧信四郎の個人経営による日本商行を母体としている。日本商行は油脂脱色剤および洗剤、建築材木毛セメント板プラトンの販売を主業としていたが、その油脂部門が分離独立し、1948年に日新化工株式会社と改組。主に業務用チョコレート、フィリング、マーガリンの製造・販売を行なっている。

## 沿革
- 1948年（昭和23年） - 会社設立
- 1949年（昭和24年） - マーガリン製造開始
- 1952年（昭和27年） - 特許新製品ホームチョコリー発売
- 1956年（昭和31年） - NKチョコレート発売
- 1984年（昭和59年） - 大瀧博久社長就任。京葉食品コンビナート敷地内（千葉・船橋）に船橋工場竣工
- 1989年（平成元年） - 東京都中央区新富に本社ビル竣工
- 2000年（平成12年） - 外海大六社長就任
- 2019年（令和元年） - 直井広明社長就任